# اتصال (علم الفلك)

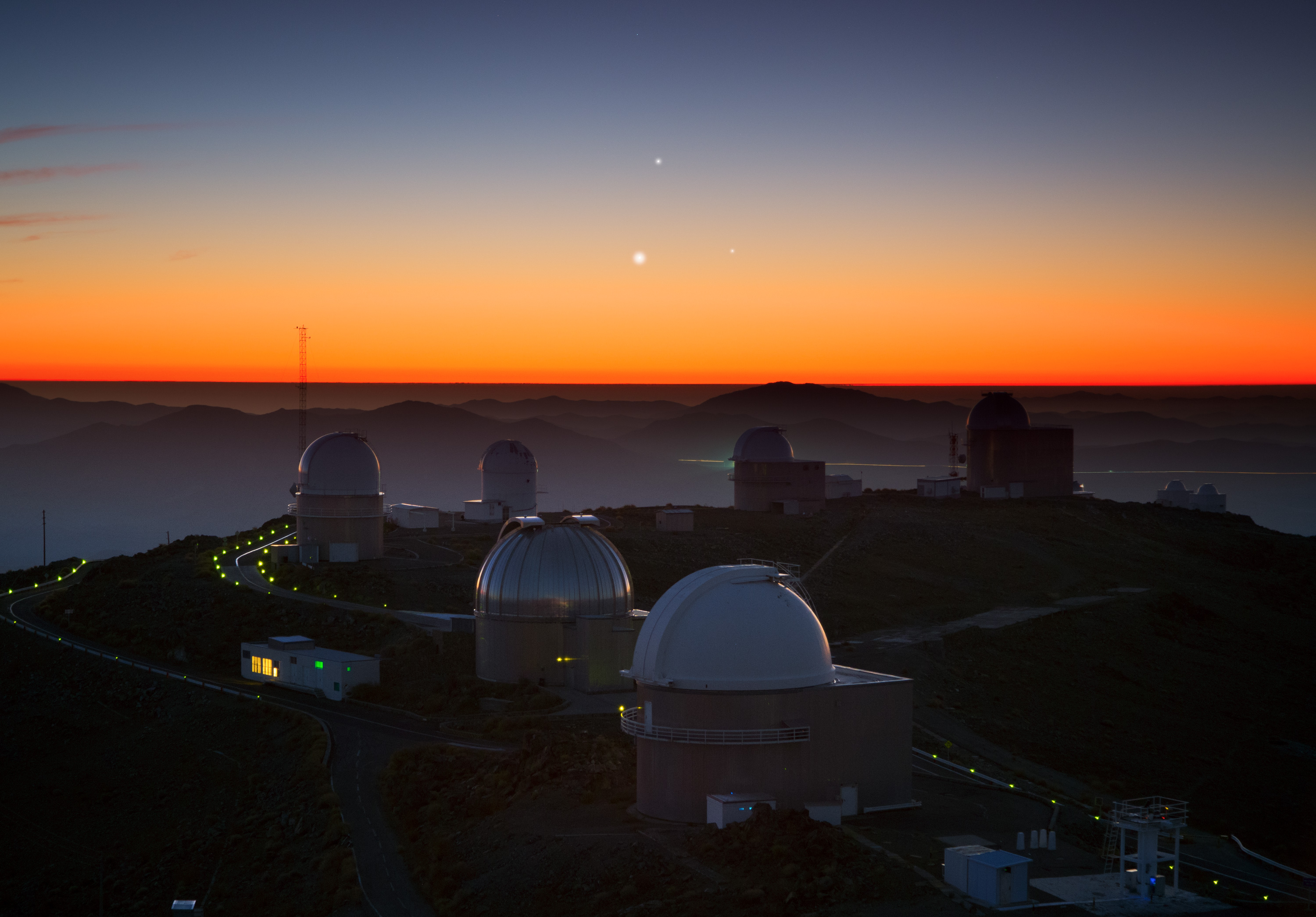
فوق القباب المستديرة في مرصد لا سيلا، ثلاث أجرام فلكية في المجموعة الشمسية — المشتري (في القمة)، الزهرة (أسفل اليسار)، وعطارد (أسفل اليمين)

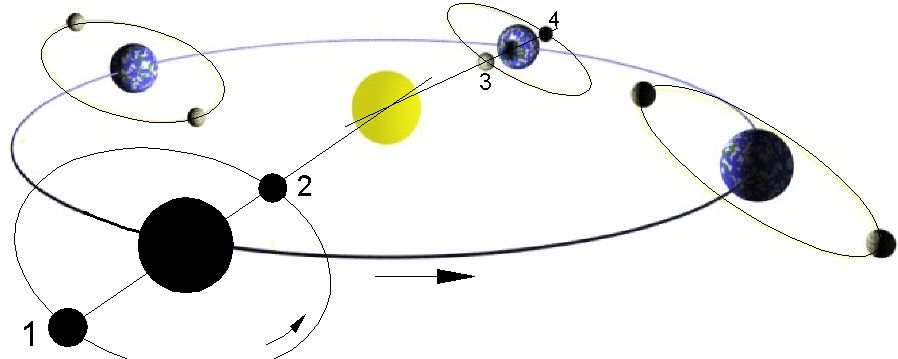
حدوث الاتصال خلال الكسوف والخسوف (الكواكب المتصلة مشار إليها بالأرقام 1، 2، 3، 4).

الاتصال (بالإنجليزية: Syzygy)‏ في علم الفلك هو تكوين خط مستقيم من ثلاثة أجرام سماوية في نظام الجاذبية
وغالبا ما يستخدم المصطلح للإشارة إلى الشمس، والأرض، وإما القمر أو أي كوكب آخر. ويحدث الكسوف والخسوف عندما يحدث هذا الاتصال.
و هنالك تقسيمات مختلفة للاقتران والتقابل هي:

## الاقتران
المقصود اصطفاف جرمين سماويين أو أكثر على خط واحد في السماء، فإذا نظرنا نحو المشتري مثلاً وكان المريخ في نقطة في السماء تقع على نفس مستوى النظر فنرى كوكب المشتري مع المريخ في نفس النقطة تقريباً في السماء، أو في نفس البرج، فنقول عندئذ أن المريخ اقترن مع المشتري. لكن يستخدم مصطلح الاقتران بشكل أوسع عند ربط مواقع الكواكب السيارة أو الأجرام الأخرى مثل الكويكبات أو القمر مع الشمس، فإذا صادف وجود كوكب خلف الشمس بالنسبة لراصد من الأرض، أي تكون الشمس بين الأرض والكوكب على خط واحد، فيكون الاقتران في هذه الحالة (اقترانا خارجيا ) Inferior Conjunction وهذه الحالة – الاقتران الخارجي – تحدث مع جميع الكواكب السيارة والكويكبات دون استثناء. والنوع الأخر يسمى (الاقتران الداخلي) Interior Conjunction أي عندما يكون الكوكب أو الجرم السماوي بين الشمس والأرض تماماً، وهذه الحالة لا تحدث سوى مع الكوكبين الأقرب للشمس من الأرض وهما عطارد والزهرة، ولا يمكن حدوث الاقتران الداخلي للكواكب السيارة التي تقع مداراتها خارج مدار كوكب الأرض لأنها أبعد من الأرض عن الشمس. ولا يمكن رؤية الكواكب السيارة عندما تكون في الاقترانين الداخلي أو الخارجي لقربها من الشمس ووجودها على مستوى خط نظر الراصد من الأرض.

## التقابل
ويعني هذا المصطلح وجود الأرض على خط واحد بين الشمس والجرم السماوي المرصود سواء أكان كوكباً سياراً أو مذنباً أو كويكباً أو القمر، ونلاحظ أن الجرم الموجود في التقابل يشكل زاوية مقدارها 180 درجه بينه وبين الشمس، فإذا غابت الشمس في الأفق الغربي وأشرق أحد الكواكب السيارة في نفس اللحظة من الجهة الشرقية ، فهذا يعني وجود الكوكب في التقابل.

## الاستطالة
يعني المصطلح وجود الكوكب في أعلى نقطة يصلها عن الأفق سواء الشرقي أو الغربي عند شروق أو غروب الشمس، وهذه الحالة مهمة جداً لرصد الكواكب السيارة الداخلية وهي عطارد والزهرة، والتي لا يمكن مشاهدتها سوى فجراً قبل شروق الشمس بحوالي ساعتين على الأكثر ويسمى المصطلح في هذه الحالة (استطالة صباح) West Elongation، أو مشاهدتهما مساءاً بعد غروب الشمس ويكون في هذه الحالة (استطالة مساء) East Elongation.